# Barcus
Barcus – miejscowość i gmina we Francji, w regionie Nowa Akwitania, w departamencie Pireneje Atlantyckie.
Według danych na rok 1990 gminę zamieszkiwało 788 osób, a gęstość zaludnienia wynosiła 17 osób/km² (wśród 2290 gmin Akwitanii Barcus plasuje się na 526. miejscu pod względem liczby ludności, natomiast pod względem powierzchni na miejscu 141.).